# Światowy Dzień Tenisa
Światowy Dzień Tenisa (ang. World Tennis Day) – święto obchodzone w pierwszy poniedziałek marca, ustanowione przez Międzynarodową Federację Tenisową. Celem tego święta jest zwiększenie zainteresowania tenisem wśród najmłodszych i jego szersza promocja na świecie.

## Historia
18 listopada 2012, podczas setnego finału 101. edycji Pucharu Davisa, Międzynarodowa Federacja Tenisowa ogłosiła, że corocznie organizowane będzie międzynarodowe święto, za cel którego przyjęto propagowanie tenisa. Pierwsza edycja tego wydarzenia została zaplanowana na 4 marca 2013, czyli trzy dni po obchodach setnej rocznicy założenia ITF.
Święto celebruje się w wielu państwach świata – w 2013 r. Międzynarodowa Federacja Tenisowa zaprosiła do organizacji imprez okolicznościowych wszystkie 210 krajowych związków tenisowych. W ramach wydarzenia odbywają się m.in. mecze pokazowe, wliczając w to BNP Paribas Showdown, inaugurujący zawody rangi ATP World Tour Masters 1000 i WTA Premier Mandatory, który rozgrywany jest na kortach w Indian Wells, Hongkongu i Londynie.
Partnerem pierwszej edycji święta była firma StarGames. Każde ze współtworzonych przez nią wydarzeń dostępne było zarówno do aktywnych, jak i nieaktywnych już zawodników. Odbywały się także pokazy uczestników programu Tenis10, rozwijającego umiejętności gry wśród dzieci. Wydarzenie to jest wspierała organizacja (ang.) United States Tennis Association.

## BNP Paribas Showdown
BNP Paribas Showdown jest parą turniejów pokazowych odbywających się w Nowym Jorku (na kortach w Madison Square Garden), w Hongkongu (w obiekcie Asia-World Arena) i w Londynie. Zawody te mają za zadanie promować i zachęcać do gry w tenisa. W rozgrywkach uczestniczą zarówno aktywni zawodowi tenisiści, ale także ci, którzy już zakończyli karierę.
BNP Paribas Showdown 2013
W 2013 pokazowe turnieje po raz pierwszy były częścią Światowego Dnia Tenisa. Zgodnie z zapowiedziami organizatorów w rozgrywkach w Hongkongu wystąpiły pary w rywalizacjach John McEnroe i Ivan Lendl (8:5 w gemach) oraz Caroline Wozniacki i Agnieszka Radwańska (4:6, 4:6 w setach), która zastąpiła kontuzjowaną po finale Australian Open Chinkę Li Na. W zawodach amerykańskich pojawili się Rafael Nadal i Juan Martín del Potro (6:7(4), 4:6 w setach), a także Serena Williams oraz Wiktoryja Azaranka (6:4, 6:3 w setach).
BNP Paribas Showdown 2014
W 2014 święto celebrowano w 84 krajach. Zawody pokazowe profesjonalnych tenisistów rozgrywane były w Nowym Jorku i Hongkongu, a także w Londynie. W Chinach Samantha Stosur pokonała Li Na 6:4, 6:3, natomiast Lleyton Hewitt wygrał z Tomášem Berdychem 6:4, 7:5. W Wielkiej Brytanii Pat Cash pokonał Ivana Lendla wynikiem 8:6. W spotkaniu Andre Agassi–Pete Sampras triumfował ten pierwszy, wygrywając 6:3, 7:6(1). W Stanach Zjednoczonych bracia Bob i Mike Bryanowie zwyciężyli z braćmi McEnroe – Johnem i Patrickiem – 8:3. Główną atrakcją wieczoru był pojedynek Andy’ego Murraya i Novaka Đokovicia. Ostatecznie wynikiem 6:3, 7:6(2) wygrał Serb.

## Tenisowa Noc
Świętem pokrewnym do Światowego Dnia Tenisa jest Tenisowa Noc (ang. Tennis Night in America). Podczas tej imprezy, wspieranej przez USTA, organizowane są warsztaty nauki gry, treningi, wystawy i pokazy. Wszystkie inicjatywy z tym związane odbywają się w godzinach nocnych. W 2012 roku w tym wydarzeniu wzięło udział ponad 2200 klubów z całych Stanów Zjednoczonych.